# Jumelages franco-israéliens
Liste des jumelages et accords de coopération entre les villes françaises et les villes israéliennes, classés dans l'ordre alphabétique du nom des villes d'Israël :
- Haut – A
- B
- C
- D
- E
- F
- G
- H
- I
- J
- K
- L
- M
- N
- O
- P
- Q
- R
- S
- T
- U
- V
- W
- X
- Y
- Z

## Liste

### A
- Acre - Saint-Mandé (Val-de-Marne)[1]
- Ashdod - Bordeaux (Gironde)[2]
- Ashkelon - Aix-en-Provence (Bouches-du-Rhône)[3]

### B
- Bat Yam - Villeurbanne (Rhône)[4]
- Beer-Sheva - Lyon[5],[6]

### D
- Dimona - Saint-Amand-les-Eaux (Nord)[7]

### E
- Eilat - Antibes (Alpes-Maritimes)[8]

### G
- Gan Yavné - Puteaux (Hauts-de-Seine)[9]
- Givatayim - Mulhouse (Haut-Rhin)[10]
- Guedera - Valence (Drôme)[11]

### H
- Hadera - Besançon (Doubs)[12]
- Haïfa - Marseille (Bouches-du-Rhône)[13]
- Holon - Suresnes (Hauts-de-Seine)[14],[15]

### K
- Kiryat Ekron - Bussy-Saint-Georges (Seine-et-Marne)[16]
- Kiryat-Mal'akhi - Rueil-Malmaison (Hauts-de-Seine)[17]
- Kiryat Shmona - Nancy (Meurthe-et-Moselle)[18]
- Kiryat Tivon - Compiègne (Oise)[19]
- Kiryat-Yam - Créteil (Val-de-Marne)[20]

### M
- Ma'alot-Tarshiha - Perpignan (Pyrénées-Orientales)[21]
- Mazkeret-Batia - Meudon (Hauts-de-Seine)[22]

### N
- Nahariya - Issy-les-Moulineaux (Hauts-de-Seine)[23]
- Nazareth Illit - Saint-Étienne (Loire)[24]
- Ness Ziona - Le Grand-Quevilly (Seine-Maritime)[25]
- Netanya
  - Netanya - Nice (Alpes-Maritimes)[26]
  - Netanya - Sarcelles (Val-d'Oise)[27]

### O
- Ofakim - Sucy-en-Brie (Val-de-Marne) depuis le 18 octobre 1987[28]

### P
- Pardes Hanna-Karkur - Grasse (Alpes-Maritimes)[29]

### R
- Raanana - Boulogne-Billancourt (Hauts-de-Seine)[30]
- Ramat Gan :
  - Ramat Gan - Strasbourg (Bas-Rhin)[31]
- Rehovot - Grenoble (Isère)[32]
- Ramat Hasharon - Saint-Maur-des-Fossés (Val-de-Marne)[33]
- Rishon LeZion - Nîmes (Gard)[34]
- Rosh HaAyin - Vanves (Hauts-de-Seine)[35]

### S
- Safed - Lille (Nord)[36]
- Sdérot - Antony (Hauts-de-Seine)[37]

### T
- Tirat-Carmel - Maurepas (Yvelines)[38]
- Tel Aviv :
  - Tel Aviv - Toulouse (Haute-Garonne)[39]
- Tel Mond - Ris-Orangis (Essonne)[40]
- Tibériade
  - Tibériade - Montpellier (Hérault)[41]
  - Tibériade - Saint-Raphaël (Var)[42]

### Y
- Yavne - Le Raincy (Seine-Saint-Denis) 20 mars 2004[43]
- Yoqneam :
  - Yoqneam - La Garenne-Colombes (Hauts-de-Seine)[44]

### Z
- Zihron Yaakov - Charenton-le-Pont (Val-de-Marne)[45]